# Barbka Lipovšek - Ščetinin
Barbka Lipovšek - Ščetinin, slovenska alpinistka, * 4. julij 1941, † 19. maj 1975. 
Leta 1965 je prejela Bloudkovo plaketo »za alpinistične dosežke«,  leta 1963 srebrni, leta 1971 pa zlati znak Planinske zveze Slovenije.
Njen oče je bil Marijan Lipovšek, mož pa alpinist Peter Ščetinin.